# Дода, Баязид
Баязи́д Эльма́з До́да (алб. Bajazid Elmaz Doda; 1888, Штировица — 25 апреля 1933, Вена) — албанский этнограф, писатель и фотограф. Секретарь и любовник венгерского барона и учёного Франца Нопчи. Дода — автор книги «Албанская крестьянская жизнь в долине Горной реки близ Дибры (Северная Македония)» (алб. Albanisches Bauerleben im oberen Rekatal bei Dibra (Makedonien), написанной в Вене в 1914 году, а также многочисленных редких фотографий албанских земель начала XX века, в период, когда они принадлежали Османской империи, особенно региона Горная река, его родины. Вид вымерших черепах Kallokibotion bajazidi был назван в честь Баязида Доды его любовником Францем Нопчей.

## Биография
Баязид Дода родился в 1888 году в Штировице, албанской деревне в Горной реке, регионе Северной Македонии, которая тогда была частью Османской империи. Он отправился в Румынию, чтобы работать за границей, как и многие другие жители его региона. В Бухаресте в 1906 году Дода встретил венгерского барона и ученого Франца Нопчу (1877-1933), который нанял его в качестве своего слуги. Вскоре они стали любовниками и начали жить вместе. 
Нопча и Дода уехали из Бухареста в фамильный особняк Нопчи в Сэчеле, в Трансильвании, а затем провели несколько месяцев в Лондоне, где Дода заболел гриппом. В середине ноября 1907 года они отправились в Шкодер, где содержали дом с 1907 по 1910 год и снова с октября 1913 года. Они путешествовали по области Мирдите и были похищены известным разбойником Мустафой Литой. После своего освобождения в Призрене Нопча и Дода отправились в Скопье и посетили дом Доды в Горной реке. Возвращаясь в Шкодер они посетили земли племён хоти и груда. Они путешествовали по албанским землям как вместе так и порознь. Во время Первой мировой войны в 1915-1916 годах Нопча взял с собой Доду во время службы в австро-венгерской армии в Косово. После войны они жили в основном в Вене, где Нопча опубликовал несколько книг и стал известен не только как албанист, но и как палеонтолог и геолог. Около трёх лет они ездили по Европе на мотоцикле в поисках окаменелостей. 25 апреля 1933 года страдающий депрессией Нопча убил Доду во сне, а затем покончил и с собой.

## Наследие
Дода является автором книги «Албанская крестьянская жизнь в долине Горной реки близ Дибры (Македония)» (алб. Albanisches Bauerleben im oberen Rekatal bei Dibra (Makedonien)), которая была завершена в Вене в апреле 1914 года и была опубликована посмертно в Вене в 2007 году, после того, как была вновь открыта в архивах. Публикация была сопровождена оригинальными фотографиями, сделанными Додой в 1907 году, на которых была преимущественно запечатлена деревня Штировица и её окрестности, а также Скопье. Книга Доды содержит много ценной информации о регионе Горная река и ее культуре, обычаях, языке и других аспектах жизни. Целью книги, по словам автора, было описание исчезающего образа жизни мусульманского населения в Горной реке и опровержение утверждения Спиридона Гопчевича из его книги «Македония и старая Сербия» (1889) о том, что албанцы в этом регионе были «албанизированными славянами». Роберт Элси делает вывод, что оригинальная работа Доды, считающаяся потерянной, возможно, была переведена на немецкий язык Нопчей (и вероятно со значительным его вкладом) с албанского из-за большого количества албанских слов в труде учёного. Элси также утверждает, что эта работа была первой, в которой использовался албанский диалект Горной реки в литературе. Другие исследователи, такие как Андреа Пьерони, рассматривают работу Доды как «очень подробный этнографический отчёт», который включает «важные заметки о местной пище и использовании растений в лекарственных целях», об исследованиях региона Горная река.